# Сент-Люк (Доминика)
Сент-Люк (англ. Saint Luke) — один из 10 приходов Доминики.
Граничит с приходами Сент-Джордж (на севере), Сент-Марк (на юге) и Сент-Патрик (на востоке).
Приход является одним из самых маленьких на Доминике по площади и населению — 1668 человек живут на территории площадью 7,77 км². Пуэнт-Мишель единственное поселение в приходе.
По форме на карте напоминает клин, направленный вправо, с обрезанной верхней частью.